# Mikrolån
Mikrolån är monetära lån vilka är att betrakta som ringa till storleken. Ursprungligen har mikrolån använts för att stimulera småföretagsamhet i tredje världen, ofta bland kvinnor, som exempelvis kan köpa en symaskin och starta en affärsverksamhet. Möjligheten för fattiga att ta vanliga banklån omöjliggörs av deras bristande återbetalningsförmåga eller brist på värdefull egendom att pantsätta. Mikrolånet fick en vida stor exponering 2006 genom att Nobels fredspris delades lika mellan Muhammad Yunus och Grameen Bank i Bangladesh.
Nobelpristagaren Muhammad Yunus  anses vara grundare av Grameen Bank. Den startade som ett projekt i en liten stad som heter Jobra. Med sina egna pengar lånade Muhammad Yunus ut pengar med en låg ränta till fattiga i landet. Allteftersom tiden gick omvandlades den ideella verksamheten till vinstdrivande aktiviteter av andra banker. Kommersialiseringen av mikrokrediter började officiellt 1984. Förenta nationerna förklarade år 2005 som det internationella året för mikrokrediter. Från år 2012 används mikrokrediter i stor utsträckning i utvecklingsländer och presenteras som ”ett viktigt och potentiellt verktyg för att bekämpa fattigdom”.
Mikrolån har bland annat använts för att bekosta inköp av mobiltelefoner[källa behövs]. Skulden amorteras successivt när gäldenären (låntagaren) hyr ut sin telefon till andra.[källa behövs] Ahmed Sani Yeriman Bakura har gjort sig känd för att stimulera afrikanskt jordbruk genom att ge mikrolån vars avsikt är att bekosta kvarnar och dammar. 
Organisationen Adra arbetar med mikrofinans i utvecklingsländer. Arbetet riktas främst mot kvinnor i Bangladesh, dock även i andra delar av världen.  I just Bangladesh har över 30 miljoner invånare tagit mikrolån sedan 1997 och sektorn beräknas idag utgöra 3 % av landets BNP.

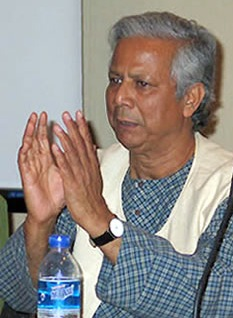
Nobelpristagaren Muhammad Yunus, grundaren av Grameen Bank, som allmänt anses vara den första moderna mikrokreditinstitutionen

## Modern mikrokredit
Den nuvarande formen av mikrokrediter kan kopplas till flera organisationer från Bangladesh, särskilt Grameen Bank. Organisationen, som allmänt anses vara den första moderna mikrokreditinstitutionen, grundades 1983 av Muhammad Yunus. Yunus började projektet i en liten stad som heter Jobra och använde sina egna pengar för att leverera små lån till låga räntor till de fattiga på landsbygden. Grameen Bank följdes av organisationer som BRAC 1972 och ASA 1978. Mikrokrediter  nådde Latinamerika med etableringen i Bolivia 1986 av PRODEM, en bank som senare förvandlades till vinstdrivande BancoSol. I Chile är BancoEstado Microempresas den primära mikrokreditinstitutionen. Även om Grameen Bank ursprungligen bildades som en ideell organisation som var beroende av statliga subventioner, blev den senare en företagsenhet och döptes om till Grameen II 2002.